# Сущани (Коростенський район)
Суща́ни— село в Україні, в Коростенському районі Житомирської області. Входить до складу Олевської міської громади. Населення становить 1054 особи.

## Географія
У селі річка Мутвиця впадає у річку Уборть. Неподалік від села розташований Сущанський заказник.

## Історія
У 1906 році село  Олевської волості Овруцького повіту Волинської губернії. Відстань від повітового міста 87 верст, від волості 12. Дворів 178, мешканців 1254.
4 серпня 1941 року о 19 годині в Сущанах (25 км на північний захід від Білокоровичів) відбувся бій між розвідгрупою 54-го окремого кулеметного батальйону Коростенського УРу та загоном оунівців. Джерело подає інформацію про вбитих 26 оунівців, взятих в полон 4 осіб, серед яких помічник командира загону. Відомості про втрати, поранення та ін. серед бійців батальйону не наводяться.

## Постаті
Уродженцем села є Шепетько Сергій Петрович (1986-2014) — солдат Збройних сил України, учасник російсько-української війни.

## Населення
Згідно з переписом УРСР 1989 року чисельність наявного населення села становила 1064 особи, з яких 502 чоловіки та 562 жінки.
За переписом населення України 2001 року в селі мешкало 1037 осіб.

### Мова
Розподіл населення за рідною мовою за даними перепису 2001 року:
| Мова       | Відсоток |
| ---------- | -------- |
| українська | 99,62 %  |
| російська  | 0,19 %   |
| білоруська | 0,09 %   |
| вірменська | 0,09 %   |